# Starý Smokovec
Starý Smokovec (en húngaro Ótátrafüred, en alemán Altschmecks, en polaco Stary Smokowiec) es el poblado más antiguo de la ciudad de Vysoké Tatry. La ciudad de Vysoké Tatry está localizada en el norte de Eslovaquia en Altos Tatras, las montañas más conocidas del país. La ciudad de Vysoké Tatry está formada por diferentes poblados. Starý Smokovec es el centro administrativo de la ciudad y uno de los centros turísticos más importantes. La traducción castellana de este poblado es Smokovec Viejo. Starý Smokovec está situado entre otros dos poblados, Nový Smokovec y Horný Smokovec.

## Origen
A finales del siglo XVIII el propietario del bosque donde empezó la construcción del poblado era el latifundista, Štefan Csáky. En el bosque hay una fuente de agua acidulante que hace mucho tiempo tenía los efectos curativos. La gente de los pueblos cercanos creía que la fuente tenía también una fuerza mágica y por eso se organizaba allí la fiesta del solsticio estival. El latifundista, Štefan Csáky, construyó allí en 1793 una casa de cazadores. Sucesivamente, el propietario del bosque construyó en los alrededores de la fuente tres posadas y una capilla para los visitantes. Poco a poco se construyeron otras posadas y mesones y de este modo se puso la base del poblado Starý Smokovec. 
Con el desarrollo del ferrocarril en el año 1871 creció también el poblado. Al principio, la gente pasaba sus vacaciones en Poprad que es la ciudad más grande de esta área. Sin embargo, después unos años, se construyeron en el poblado también primeros hoteles y carreteras para los coches. La Segunda Guerra Mundial detuvo el desarrollo creciente del poblado. Cuando la guerra se calmó, en Starý Smokovec se crearon nuevos hoteles y edificios de recreo. Después de 1989, muchos edificios de esta área se privatizaron. Ahora el poblado pequeño se considera uno de los centros turísticos más importantes de Eslovaquia porque tiene una buena localización para los turistas que hacen senderismo en las montañas.

## Arquitectura y urbanización de Starý Smokovec
Los edificios más antiguos de Starý Smokovec están situados cerca de la fuente. La mayoría de las casas y posadas originales ya no existe, sin embargo todavía hay en el poblado unos edificios bastante antiguos como, por ejemplo, la mansión Flóra o Švajčiarsky dom (La casa de Suiza). Aunque los arquitectos querían mantener un estilo idéntico de los edificios, su deseo no se cumplió porque el estilo arquitectónico de Starý Smokovec varía bastante. Sin embargo, en el poblado podemos encontrar varios edificios que tienen un estilo alpino de alta montaña. Las casas se caracterizan por paredes decoradas de figuras geométricas como, por ejemplo, cruces o cuadrados. Estas figuras geométricas normalmente tienen el color negro o marrón. Las paredes son blancas. 
La iglesia del poblado fue construida en el año 1888 porque la capilla original no era suficiente para la cantidad de gente. La iglesia tiene un estilo neogótico y su composición se ajusta muy bien al panorama de alta montaña. 

## Senderismo y deporte
Al principio el poblado era un espacio dedicado a actividades recreativas. Además de la fuente original, la gente venía a este lugar y sus alrededores para probar diferentes balnearios. Sin embargo, después unos años, la gente se dio cuenta de la preciosa naturaleza de esta área. Sucesivamente se hicieron accesibles muchas rutas de senderismo. Starý Smokovec sirve como base inicial para varias rutas turísticas. Los visitantes pueden empezar en el pueblo el ascenso a Slavkovský štít o Lomnický štít. Starý Smokovec está muy cerca del monte Hrebienok. Desde este monte se puede continuar a Studenovodské vodopády (Las cataratas de agua fría, en español). 
Cerca de Starý Smokovec están situados los albergues Reinerova útulňa y Bilíkova chata. Los visitantes pueden descansar, dormir y continuar su ruta turística al día siguiente. 
Durante el invierno el poblado es también un lugar idóneo para esquiar. 

## Curiosidades
En Starý Smokovec tuvieron lugar varios campeonatos. En 1910 se celebró en el pueblo el campeonato de Hungría de patinaje artístico, en 1930 el campeonato de Europa de tenis de mesa y esgrima, y en 1970 tuvo lugar el campeonato mundial de esquí.
Una de las partes dominantes de Starý Smokovec es el hotel Grand. El hotel empezó a alojar huéspedes en 1904 y sigue abierto hasta hoy.
Otra gran atracción es el funicular terrestre que empieza en el poblado y termina en el monte Hrebienok. Fue puesto en funcionamiento el 21 de diciembre de 1908 con el fin de mejorar el acceso a la belleza de los populares valles cercanos. A Hrebienok también se puede ir a pie, sin embargo, con el funicular las montañas se hicieron más accesibles también para niños, mayores o discapacitados. 

## Galería

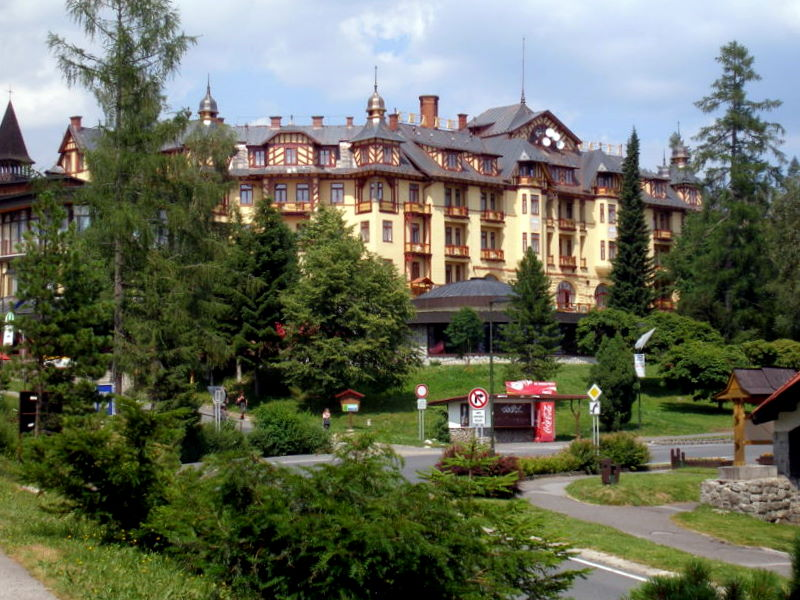
Gran Hotel.
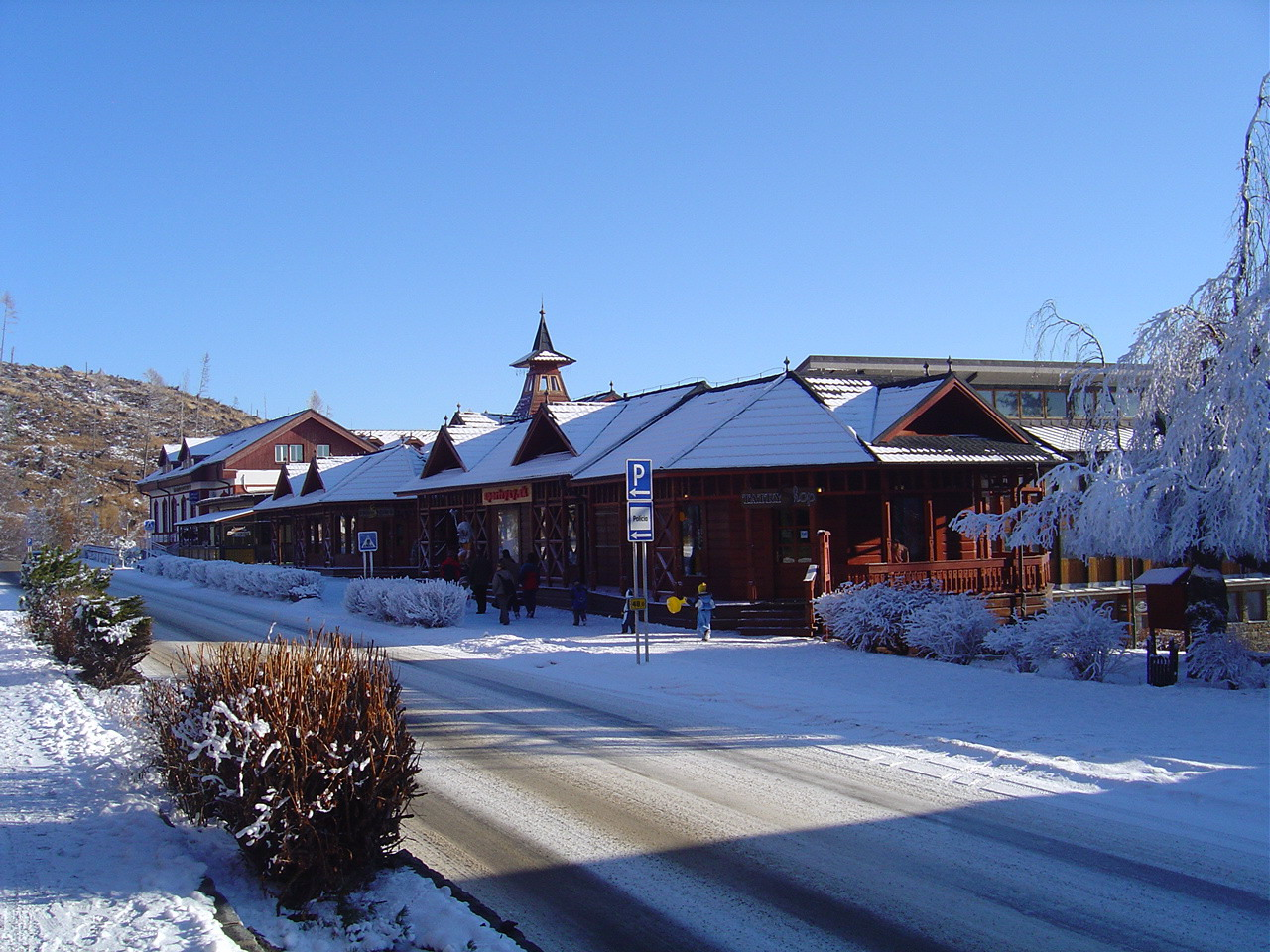
El distrito central de Starý Smokovec
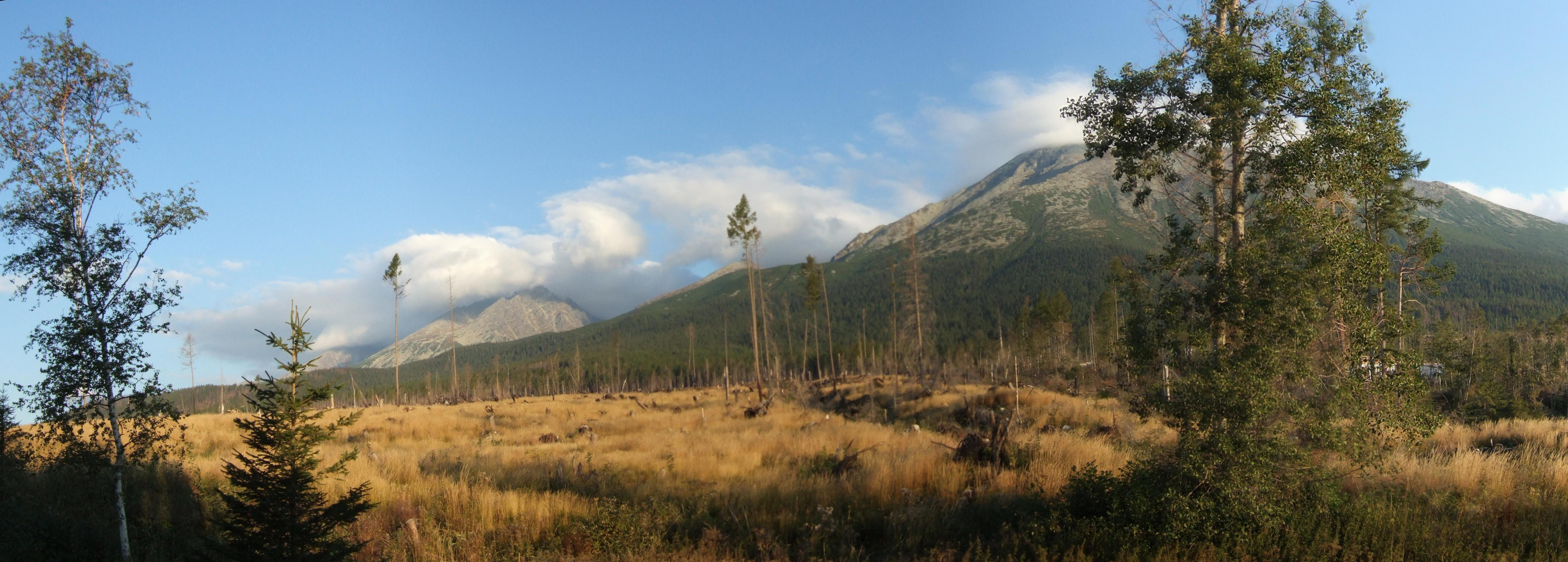
Vista de las montañas Tatras desde el noroeste del pueblo. El gran pico a la derecha es el Slavkovský štít
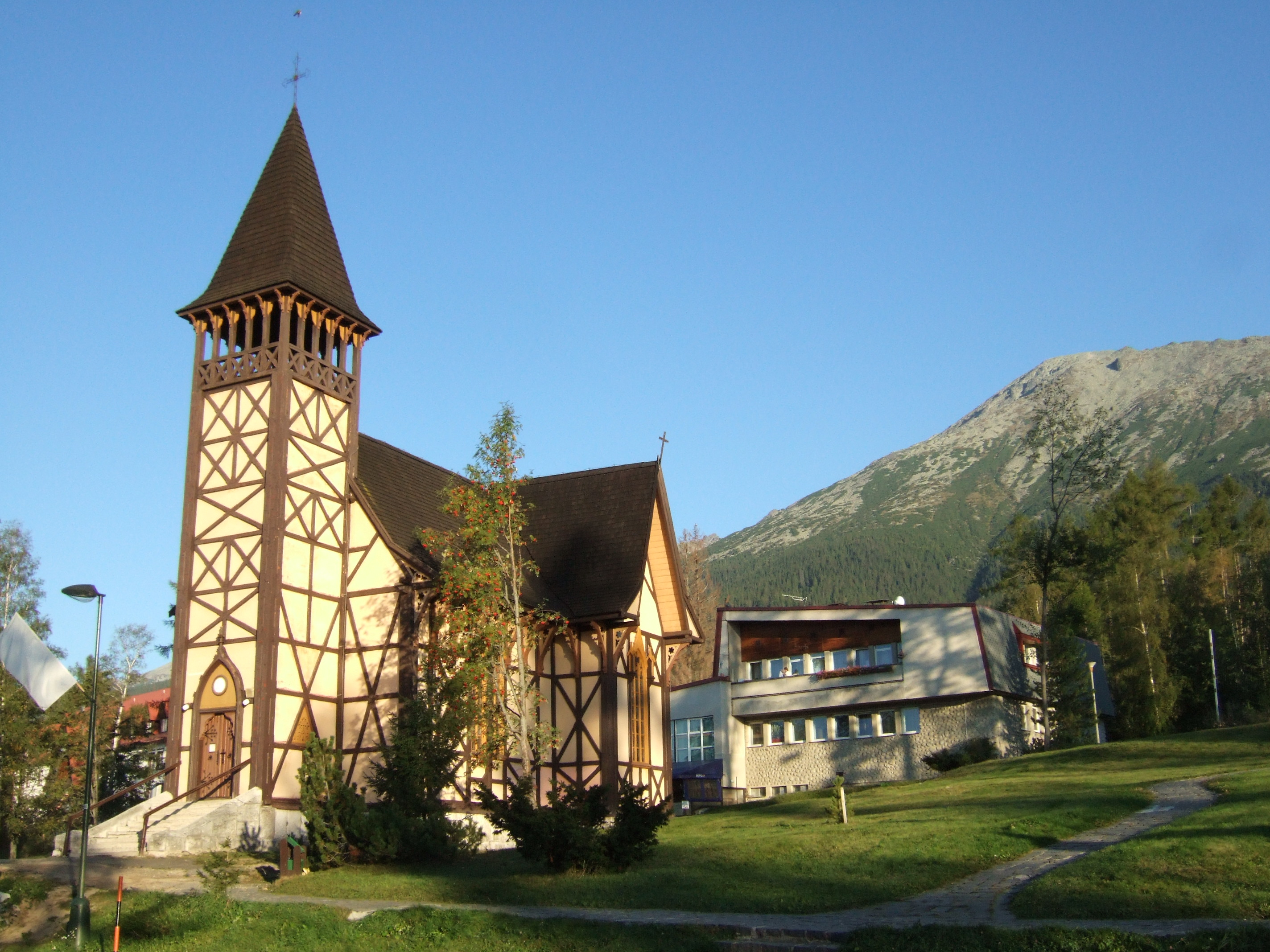
Una iglesia en Starý Smokovec